# 甘巴科尔蒂宫

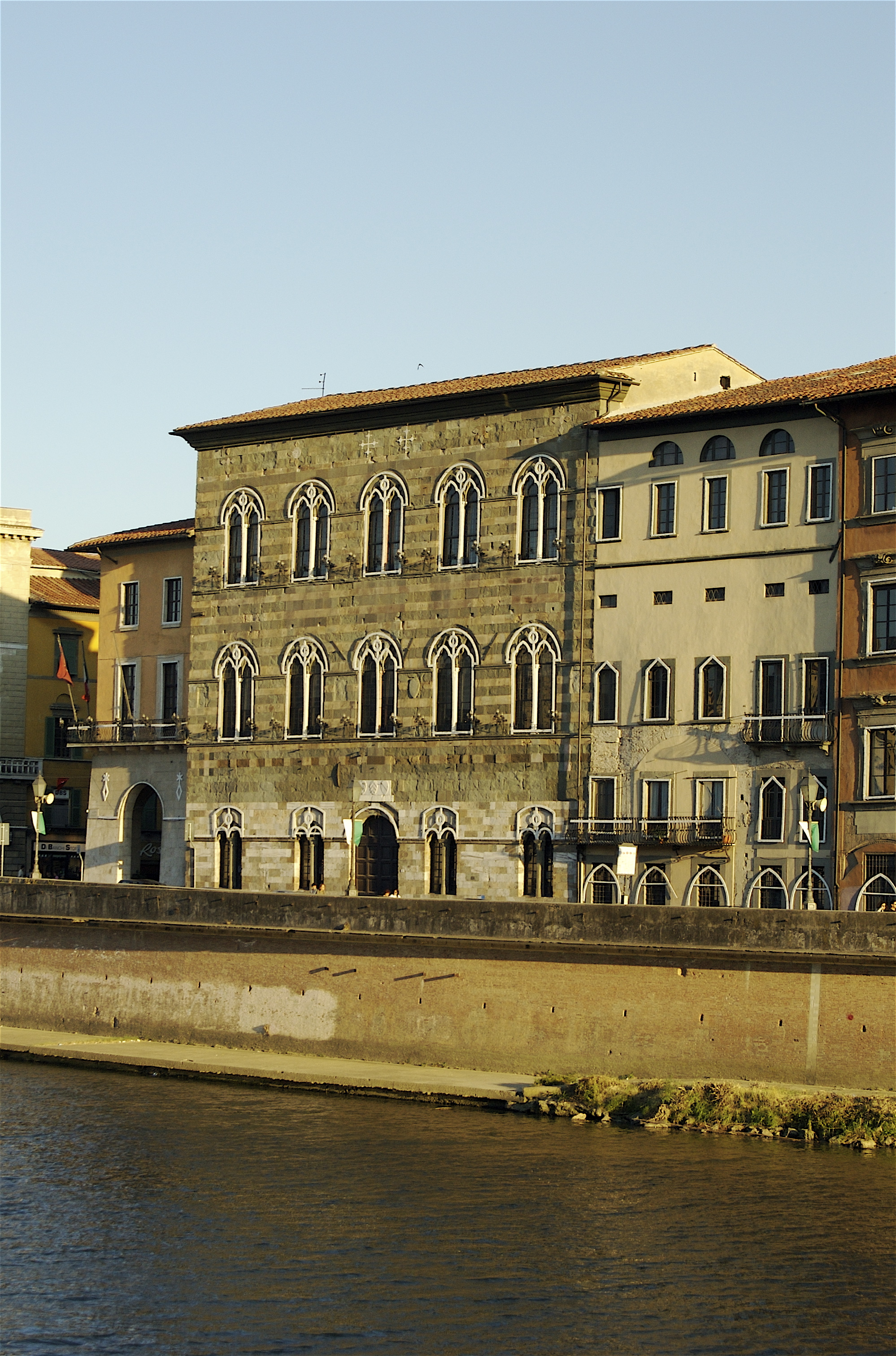
甘巴科尔蒂宫

甘巴科尔蒂宫（Palazzo Gambacorti）是意大利比萨的一座历史建筑，位于中桥南侧，甘巴科尔蒂滨河路（Lungarno Gambacorti）。建于1370年到1392年之间。
这座十四世纪建筑属于比萨富商甘巴科尔蒂家族，也许是由托马索·皮萨诺设计。正立面为哥特式风格，有优雅的直棂。后立面为17世纪的，有半圆形山墙，高大的窗户和美第奇家族的纹章。
在15世纪，这座建筑由私人住宅改变用途，用作公众裁判，领事馆，海关等。1533年又变成mangy家族的私宅，加以扩建。在18世纪，洛林王朝将其恢复为法院。在十九世纪，用作国家档案馆，消防队和市警察总队营房。今天，它用作市政厅。 

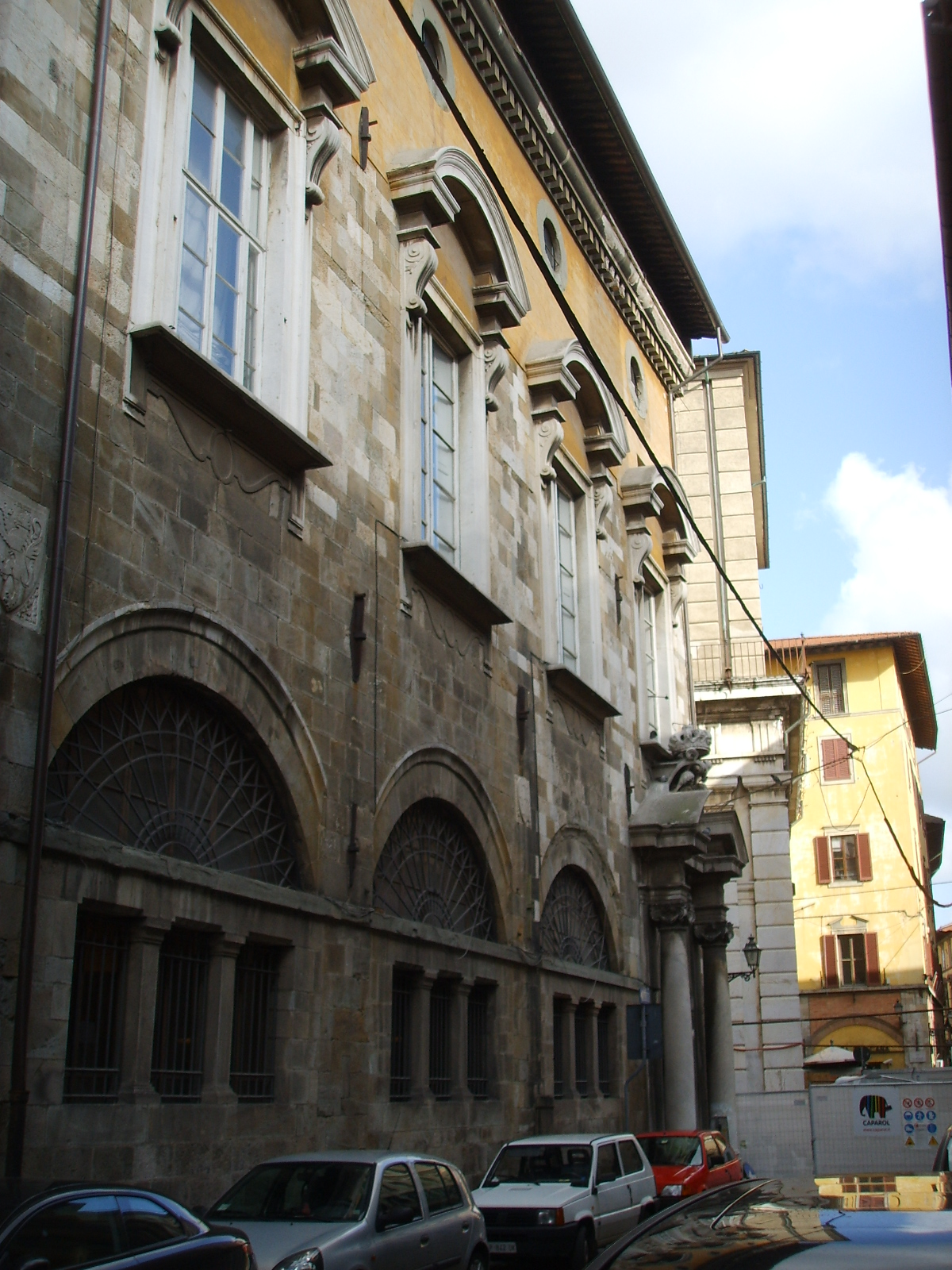
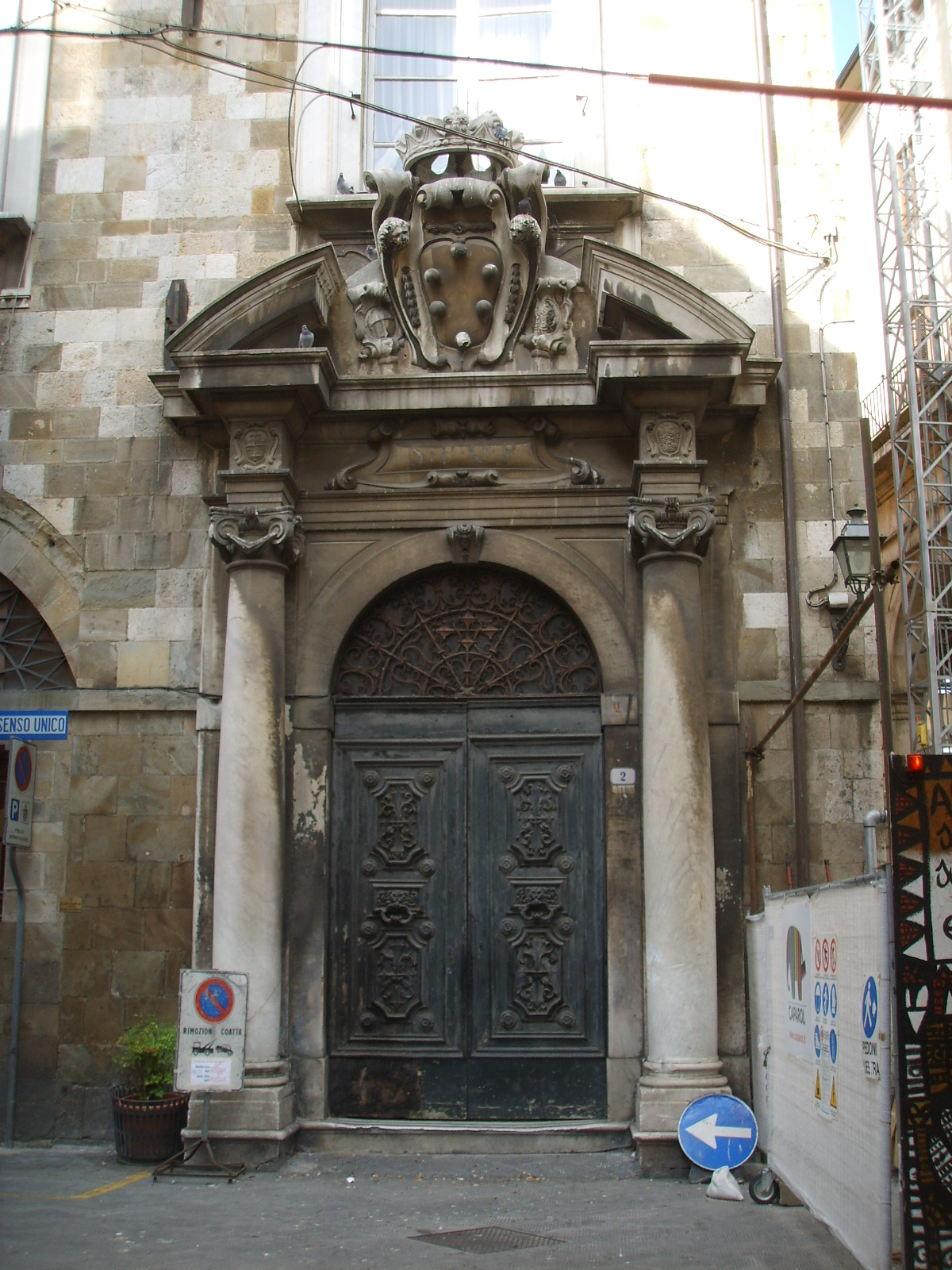
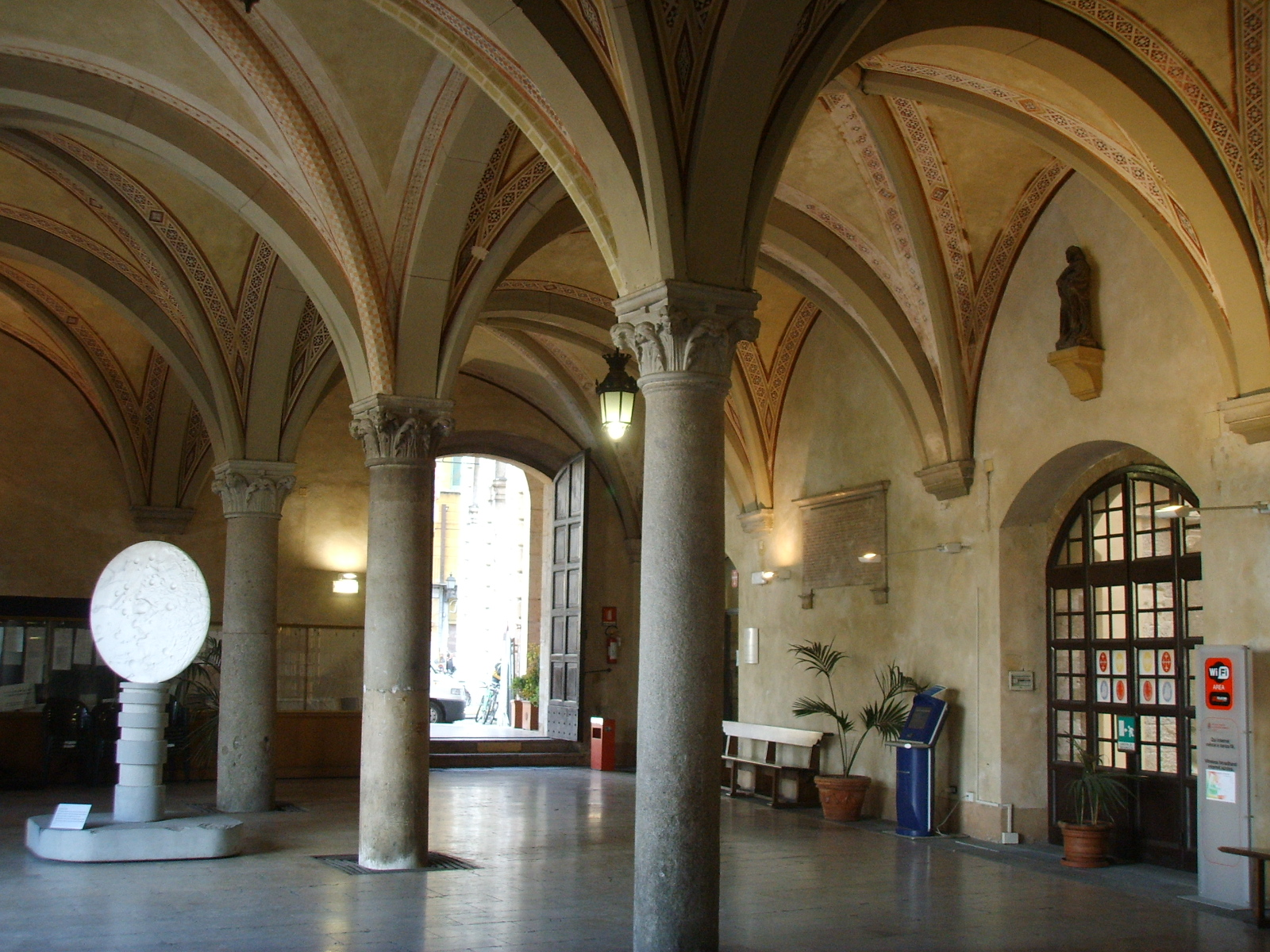

内部的壁画庆祝比萨共和国在海上的胜利。 